# Soldato scelto
Soldato scelto (o soldato di prima classe) è un grado militare previsto in talune forze armate.
Spesso la dizione di soldati viene usata in alcuni eserciti anche per i graduati e così capita di trovare le dizioni oltre che di soldato, anche di soldato di 1ª, 2ª e 3ª classe.

## Nel mondo

### Spagna e America latina
Nell'esercito spagnolo e negli eserciti dell'America Latina di lingua spagnola il grado è soldado de primera (soldato di prima classe).

### USA
Nell'esercito degli Stati Uniti il grado è Private 1st class o soldato di prima classe.

### Polonia
Nell'esercito polacco il grado omologo è Starszy szeregowy, letteralmente soldato anziano.

### Paesi arabi
Nei paesi arabi il grado corrispondente è Jundī 'awwāl (in arabo جندي أول‎?) comune ad esercito marina e aeronautica letteralmente Primo soldato o soldato di prima classe.

### Paesi Bassi
Nei Regio Esercito olandese il grado corrispondente è Soldaat (Soldaat per l'arma di fanteria; Huzaar per la cavalleria e Kanonier per l'artiglieria) der 1e klasse.

### Italia
Nelle forze armate italiane il grado di soldato scelto o di soldato di prima classe non è previsto nell'Esercito Italiano; gradi omologhi esistono invece nella Marina Militare dove la denominazione è comune di prima classe e nell'Aeronautica Militare con la denominazione di aviere scelto. 
In passato nel Regio Esercito erano presenti i gradi di soldato di 2ª classe e soldato di 1ª classe, sostituiti all'inizio del XX secolo rispettivamente con i gradi di soldato semplice (soldato) e caporale, ad eccezione delle Armi a Cavallo, nelle quali in grado di caporale era denominato soldato scelto o appuntato. 
Nei Regi corpi truppe coloniali del Regio Esercito esisteva il grado di Uachil, che non aveva un corrispondente nel Regio Esercito.